# Un gran reportaje
Un gran reportaje (The Front Page) es la primera de las cuatro adaptaciones cinematográficas que se han hecho de la obra de teatro de Ben Hecht y Charles MacArthur The Front Page.
A esta primera, dirigida por Lewis Milestone, seguirían Luna nueva (His Girl Friday, 1940) de Howard Hawks, con Cary Grant y Rosalind Russell en 1940, en 1974 Primera plana, de Billy Wilder, magistralmente interpretada por Jack Lemmon y Walter Matthau y en 1988 Interferencias (Switching Channels), con Burt Reynolds y Kathleen Turner.

## Argumento
En un periódico de Chicago, el director, Walter Burns, está a punto de perder a uno de sus mejores reporteros, Hildy Johnson, que está a punto de casarse y de trasladarse a Nueva York. El jefe intenta retener a su reportero, y lo enreda para que culmine un reportaje en el que se acaba siguiendo a un condenado a muerte, Earl Williams, que se ha escapado del propio edificio de los juzgados en el que se encontraba. Hildy no puede resistirse a llevar a cabo ese gran reportaje.

## Reparto
| Actor                 | Personaje                        | Notas         |
| --------------------- | -------------------------------- | ------------- |
| Adolphe Menjou        | Walter Burns                     |               |
| Pat O'Brien           | Hildebrand "Hildy" Johnson       |               |
| Mary Brian            | Peggy Grant                      |               |
| Edward Everett Horton | Roy V. Bensinger                 |               |
| Walter Catlett        | Jimmy Murphy                     |               |
| George E. Stone       | Earl Williams                    |               |
| Mae Clarke            | Molly Malloy                     |               |
| Slim Summerville      | Irving Pincus                    |               |
| Matt Moore            | Ernie Kruger                     |               |
| Frank McHugh          | "Mac" McCue                      |               |
| Clarence Wilson       | Sheriff Peter B. "Pinky" Hartman |               |
| Fred Howard           | Schwartz                         |               |
| Phil Tead             | Wilson                           |               |
| Eugene Strong         | Endicott                         |               |
| Spencer Charters      | Woodenshoes                      |               |
| Maurice Black         | Diamond Louie                    |               |
| Effie Ellsler         | Sra. Grant                       |               |
| Dorothea Wolbert      | Jenny                            |               |
| James Gordon          | Fred, el alcalde                 |               |
| Richard Alexander     | Jacobi                           | No acreditado |

## Premios y nominaciones
4.ª ceremonia de los Premios Óscar
| Categoría      | Persona         | Resultado |
| -------------- | --------------- | --------- |
| Mejor película | Mejor película  | Nominada  |
| Mejor director | Lewis Milestone | Nominado  |
| Mejor actor    | Adolphe Menjou  | Nominado  |

National Board of Review
| Reconocimiento              | Candidata         | Resultado |
| --------------------------- | ----------------- | --------- |
| Diez mejores filmes del año | Un gran reportaje | Incluida  |